# 유럽 연합 위험 규정
유럽 연합 위험 규정(영어: R-phrases, Risk Phrases)은 유럽 연합 Directive 67/548/EEC의 부속서 제 3권에 정의되어 있다. 이 목록들은 Directive 2001/59/EC 에 게시되어 있으며. 다른 유럽의 언어로도 번역되어 있다.
이러한 위험 문구가 국제적으로 사용되는 데에 노력하고 있다. 

## 위험 문구
- R1: 건조한 상태에서 폭발성을 가짐.
- R2: 충격, 마찰, 화재 또는 기타 점화에 의해 폭발 위험이 있음.
- R3: 충격, 마찰, 화재 또는 기타 점화 요인에 의한 격렬한 폭발 위험성이 있음.
- R4: 폭발성의 매우 불안정한 금속 화합물을 생성함.
- R5: 가열 시 폭발함.
- R6: 공기와 접촉하거나 접촉하지 않을 때 폭발함.
- R7: 발연성임.
- R8: 가연성 물질 접촉 시 발연성을 지님.
- R9: 가연성 물질 혼합 시 발연성을 지님.
- R10: 가연성임.
- R11: 강력한 가연성을 지님.
- R12: 매우 강력한 가연성을 지님.
- R14: 물과 반응할 경우 위험함.
- R15: 물과 반응 시 유독 기체를 발생함.
- R16: 산화물과 접촉 시 폭발함.
- R17: 공기중에서 가연성을 지님.
- R18: 가연성 또는 폭발성 증기와 공기 혼합물을 이룸.
- R19: 과산화물 접촉 시 폭발함.
- R20: 흡입 시 위험함.
- R21: 피부와 접촉 시 위험함.
- R22: 삼켰을 경우 위험함.
- R23: 흡입 시 유독함.
- R24: 피부 접촉 시 유독함.
- R25: 삼켰을 경우 유독함.
- R26: 흡입 시 매우 유독함.
- R27: 피부 접촉 시 매우 유독함.
- R28: 삼켰을 경우 매우 유독함.
- R29: 물과 접촉 시 유독 기체 발생.
- R30: 사용 시 큰 가연성을 나타냄.
- R31: 산과 접촉 시 유독 기체를 발생함.
- R32: 산과 접촉 시 매우 유독한 기체를 발생함.
- R33: 지속적으로 섭취 시 유독함.
- R34: 화상을 일으킴.
- R35: 심각한 화상을 일으킴.
- R36: 눈에 심한 영향을 줌.
- R37: 호흡기에 심한 영향을 줌.
- R38: 피부에 심한 영향을 줌.
- R39: 회복할 수 없는 심각한 증상을 유발함.
- R40: 발암에 영향을 미침.
- R41: 눈에 아주 심각한 영향.
- R42: 호흡기에 민감한 영향.
- R43: 피부 접촉 시 민감한 영향을 줌.
- R44: 차단 후 가열 시 심각한 영향을 줌.
- R45: 발암 물질임.
- R46: 유전자를 손상시킬 수 있음.
- R48: 장기 노출 시 건강에 심각한 영향을 줌.
- R49: 호흡기에 암을 유발시킬 수 있음.
- R50: 수중 생물에 매우 유독함.
- R51: 수중 생물에 유독함.
- R52: 수중 생물에 위험함.
- R53: 수중 생태계에 장기적 악효과를 줄 수 있음.
- R54: 식물에 유독함.
- R55: 동물에 유독함.
- R56: 토양 생물에 유독함.
- R57: 벌에게 유독함.
- R58: 환경에 장기적인 악효과를 줄 수 있음.
- R59: 오존층 파괴 가능성을 가짐.
- R60: 다산에 영향 가능.
- R61: 태아에게 위험.
- R62: 장애인이나 임산부에게 출산에 관련된 영향을 미칠 수 있음.
- R63: 태아에게 영향을 미칠 수 있음.
- R64: 모유를 먹고 자란 아이에게 영향을 미칠 수 있음.
- R65: 섭취할 경우 폐에 영향을 미칠 수 있음.
- R66: 지속적인 노출 시 피부가 갈라지거나 피부 건조증을 유발함.
- R67: 노출 시 졸음과 현기증을 유발함.
- R68: 회복하기 어려운 결과를 유발함.

## 조합
- R14/15: 물에 격렬히 반응하며, 가연성의 기체를 방출.
- R15/29: 물에 접촉 시 독성과 가연성의 기체를 방출.
- R20/21: 흡입/피부 접촉 시 위험함.
- R20/22: 흡입/삼켰을 시 위험함.
- R20/21/22: 흡입/삼킴/피부 접촉 시 위험함
- R21/22: 삼킴/피부 접촉 시 유독함
- R23/24: 흡입/피부 접촉 시 유독함
- R23/25: 흡입/삼켰을 시 유독함
- R23/24/25: 흡입/삼킴/피부 접촉 시 유독함.
- R24/25: 삼킴/피부 접촉 시 유독함.
- R26/27: 흡입/피부 접촉 시 매우 유독함.
- R26/28: 흡입/삼켰을 시 매우 유독함.
- R26/27/28: 흡입/삼킴/피부 접촉 시 매우 유독함.
- R27/28: 삼킴/피부 접촉 시 매우 유독함.
- R36/37: 눈과 호흡기에 심각한 영향을 줌.
- R36/38: 눈과 피부에 심각한 영향을 줌.
- R36/37/38: 눈, 호흡기 그리고 피부에 심각한 영향을 줌.
- R37/38: 호흡기와 피부에 심각한 영향을 줌.
- R39/23: 유독성: 호흡기를 통과할 경우 돌이킬 수 없는 영향을 줌.
- R39/24: 유독성: 피부에 접촉할 경우 돌이킬 수 없는 영향을 줌.
- R39/25: 유독성: 삼켰을 경우 돌이킬 수 없는 영향을 줌.
- R39/23/24: 유독성: 호흡기를 통과하거나 피부에 접촉된 경우 돌이킬 수 없는 영향을 줌.
- R39/23/25: 유독성: 호흡기를 통과하거나 삼켰을 경우 돌이킬 수 없는 영향을 줌.
- R39/24/25: 유독성: 피부에 접촉하거나 삼켰을 경우 돌이킬 수 없는 영향을 줌.
- R39/23/24/25: 유독성: 호흡기 통과, 피부 접촉 또는 삼킬 경우 돌이킬 수 없는 영향을 줌.
- R39/26: 매우 유독성: 호흡기를 통과할 경우 돌이킬 수 없는 영향을 줌.
- R39/27: 매우 유독성: 피부에 접촉할 경우 돌이킬 수 없는 영향을 줌.
- R39/28: 매우 유독성: 삼켰을 경우 돌이킬 수 없는 영향을 줌.
- R39/26/27: 매우 유독성: 호흡기를 통과하거나 피부에 접촉된 경우 돌이킬 수 없는 영향을 줌.
- R39/26/28: 매우 유독성: 호흡기를 통과하거나 삼켰을 경우 돌이킬 수 없는 영향을 줌.
- R39/27/28: 매우 유독성: 피부에 접촉하거나 삼켰을 경우 돌이킬 수 없는 영향을 줌.
- R39/26/27/28: 매우 유독성: 호흡기 통과, 피부 접촉 또는 삼킬 경우 돌이킬 수 없는 영향을 줌.
- R42/43: 호흡기 통과나 피부 접촉 시에 과민반응을 보임.
- R48/20: 위험: 호흡기를 통과할 경우 건강에 심각한 영향을 줌.
- R48/21: 위험: 피부에 접촉할 경우 건강에 심각한 영향을 줌.
- R48/22: 위험: 삼켰을 경우 건강에 심각한 영향을 줌.
- R48/20/21: 위험: 호흡기를 통과하거나 피부에 접촉된 경우 건강에 심각한 영향을 줌.
- R48/20/22: 위험: 호흡기를 통과하거나 삼켰을 경우 건강에 심각한 영향을 줌.
- R48/21/22: 위험: 피부에 접촉하거나 삼켰을 경우 건강에 심각한 영향을 줌.
- R48/20/21/22: 위험: 호흡기 통과, 피부 접촉 또는 삼킬 경우 건강에 심각한 영향을 줌.
- R48/23: 유독성: 호흡기를 통과할 경우 건강에 심각한 영향을 줌.
- R48/24: 유독성: 피부에 접촉할 경우 건강에 심각한 영향을 줌.
- R48/25: 유독성: 삼켰을 경우 건강에 심각한 영향을 줌.
- R48/23/24: 유독성: 호흡기를 통과하거나 피부에 접촉된 경우 건강에 심각한 영향을 줌.
- R48/23/25: 유독성: 호흡기를 통과하거나 삼켰을 경우 건강에 심각한 영향을 줌.
- R48/24/25: 유독성: 피부에 접촉하거나 삼켰을 경우 건강에 심각한 영향을 줌.
- R48/23/24/25: 유독성: 호흡기 통과, 피부 접촉 또는 삼킬 경우 건강에 심각한 영향을 줌.
- R50/53: 물과 관련된 생물에게 매우 유독하고, 수중 생태계에 장기적인 악효과를 줄 수 있음.
- R51/53: 물과 관련된 생물에게 유독하고, 수중 생태계에 장기적인 악효과를 줄 수 있음.
- R52/53: 물과 관련된 생물에게 위험하고, 수중 생태계에 장기적인 악효과를 줄 수 있음.
- R68/20: 위험: 호흡기를 통과할 경우 돌이킬 수 없는 영향을 줄 수 있음.
- R68/21: 위험: 피부에 접촉할 경우 돌이킬 수 없는 영향을 줄 수 있음.
- R68/22: 위험: 삼켰을 경우 돌이킬 수 없는 영향을 줄 수 있음.
- R68/20/21: 위험: 호흡기를 통과하거나 피부에 접촉된 경우 돌이킬 수 없는 영향을 줄 수 있음.
- R68/20/22: 위험: 호흡기를 통과하거나 삼켰을 경우 돌이킬 수 없는 영향을 줄 수 있음.
- R68/21/22: 위험: 피부에 접촉하거나 삼켰을 경우 돌이킬 수 없는 영향을 줄 수 있음.
- R68/20/21/22: 위험: 호흡기 통과, 피부 접촉 또는 삼킬 경우 돌이킬 수 없는 영향을 줄 수 있음.

## 더 이상 사용되지 않음
- R13: 액화기체는 발연성을 띰.
- R47: 기형을 유발할 수 있음.

## 같이 보기
- 유럽 연합 안전 규정
- 틀:R-phrase
- 분류:유럽 연합 위험 규정 틀